# Брод (Бохінь)
Брод (словен. Brod) — поселення в общині Бохінь, Горенський регіон, Словенія. Висота над рівнем моря: 512,1 м.